# مرتسکیرشن
مرتسکیرشن (به آلمانی: Merzkirchen) یک شهر در آلمان است که در تریر-زاربورگ واقع شده‌است. مرتسکیرشن ۶۶۹ نفر جمعیت دارد.